# Jean-François Paillard
Jean-François Paillard (Vitry-le-François, 12 de abril de 1928 - 15 de abril de 2013) fue un director de orquesta francés.

## Biografía
Paillard recibió instrucción en el Conservatorio de París, donde ganó el primer premio de historia musical y en la Mozarteum. Por otro lado, también se licenció en matemáticas en la Sorbona.
En 1953, fundó el Conjunto Instrumental Jean-Marie Leclair, que en 1959 se convirtió en la Orquesta de Cámara Jean-François Paillard. El conjunto ha realizado grabaciones de gran parte del repertorio barroco para Erato Records y ha realizado giras por toda Europa y Estados Unidos. También ha grabado con muchos de los principales instrumentistas franceses, incluyendo Maurice André, Jean-Pierre Rampal, Pierre Pierlot, Lily Laskine, Jacques Lancelot, Michel Arrignon.
La grabación de la orquesta de 1968 "Canon and Gigue for 3 violins and basso continuo" de Johann Pachelbel, familiarmente conocido como Canon en re mayor de Pachelbel, casi sin ayuda llevó la pieza de la oscuridad a un gran renombre. La grabación fue hecha al estilo romaticismo, a un ritmo significativamente más lento de lo que se había tocado antes, y contenía partes obligato, escritas por Paillard, que ahora están estrechamente asociadas con la pieza. Fue lanzado en un álbum de Erato Records, y también fue incluido en un álbum ampliamente distribuido por el sello de venta por correo Musical Heritage Society en 1968. La grabación comenzó a recibir una atención significativa en los Estados Unidos, particularmente en San Francisco, a principios de la década de 1970. A finales de la década de 1970, varias versiones de ella encabezaban las listas de música clásica en los Estados Unidos, incluida la de Paillard. La Orquesta de cámara Paillard grabó también la banda sonora Gente corriente de 1980.
También fue director invitado frecuente para otras orquesta. Editó la serie Archives de la Musique Instrumentale y publicó La musique française classique en 1960.
Murió el 15 de abril de 2013, tres días después de cumplir sus 85 años.